# Íslendingabók
Íslendingabók (del nórdico antiguo: El libro de los islandeses), es un trabajo enfocado en los primeros tiempos de la historia de Islandia. El autor es un sacerdote islandés de principios del siglo XII, Ari Þorgilsson. La obra existió en dos versiones diferentes, pero solo la más reciente ha llegado a nuestros días. La versión primitiva, hoy perdida, contenía información sobre los reyes noruegos que sirvió como fuente primaria para otros escritores de las sagas reales. Fue probablemente escrita entre 1122 y 1133.
Otro sacerdote, Jón Erlendsson de Villingaholt (m. 1672) al servicio del obispo Brynjólfur Sveinsson, hizo dos copias (clasificadas como AM 113 a, AM 113 b, fol depositadas en el Instituto Árni Magnússon); la segunda copia se escribió a resultas de que el obispo quedó insatisfecho con el resultado de la primera. La copia original por lo tanto se ha fechado alrededor del año 1200 y se perdió a finales del siglo XVII, y cuando Árni Magnússon intentó seguir la pista, había desaparecido sin dejar rastro.

## Estilo y fuentes
Íslendingabók es un trabajo muy conciso. Detalla los mayores acontecimientos de la historia de Islandia en clara prosa. Mientras el autor se obliga a confiar casi exclusivamente en la tradición oral, hace esfuerzos por establecer la fiabilidad de sus fuentes mencionando algunas de ellas por su nombre. También evita las formas de la época a resaltar aspectos y tendencias sobrenaturales del cristianismo. En el prólogo del libro declara explícitamente que al margen de posibles errores, hay que corregir «aquello que puede ser probado para ser más verdadero», por lo que debido a la calidad del trabajo y el momento contemporáneo de sus primeros historiadores literarios, se considera la fuente existente más fiable en la historia Islandesa temprana.

## Contenido
La versión más reciente que todavía se conserva está fechada hacia 1130 y comprende el periodo de los primeros asentamientos hasta la muerte del obispo Gissur Ísleifsson (m. 1118). En líneas generales cubre un periodo de la historia de Islandia entre 870 y 1120; el contenido trata sobre la conversión al Cristianismo, la presencia de obispos misioneros extranjeros y la fundación de dos sedes episcopales, la introducción de la «Quinta Corte» (Tribunal de apelaciones), Ley de diezmos, el censo de bóndis sujetos al pago de impuestos antes de la introducción del diezmo y los primeros esbozos escritos sobre la ley islandesa.
La obra está dividida en diez capítulos cortos:
- Prólogo
- Asentamiento en Islandia
- Implantación de las leyes de Noruega
- Establecimiento del Alþingi (parlamento)
- El calendario islandés
- División de Islandia en partidas territoriales
- Descubrimiento y asentamientos en Groenlandia
- Conversión de Islandia al Cristianismo
- Los tres últimos capítulos tratan de los obispos y lagman islandeses.